# Korean Broadcasting System
Korean Broadcasting System albo KBS (kor. 한국방송공사, MOCT: Hanguk Bangsong Gongsa) – nadawca publiczny z Korei Południowej, jedna z największych południowokoreańskich sieci telewizyjnych. Firma powstała w 1927 roku. Zarządza siecią radiową i telewizyjną, a także zapewnia usługi internetowe. Jej główna siedziba znajduje się w Seulu.
KBS zaczynał jako Kyeongseong Broadcasting Corporation (JODK, 경성방송국, 京城放送局), który został założony przez gubernatora generalnego Korei 16 lutego 1927 roku. To druga stacja radiowa, która zaczęła używać znaku wywoławczego HLKA w 1947 roku po tym, jak Międzynarodowy Związek Telekomunikacyjny przypisało Republice Korei znak HL. W 1948 roku została założona krajowa stacja telewizyjna Seoul Central Broadcasting Station.

## Lista kanałów KBS

### Telewizja
Naziemna
- KBS 1TV
- KBS 2TV
- KBS UHD

Kablowa i satelitarna
- KBS N Life[a]
- KBS W[a]
- KBS N Sports[a]
- KBS Joy[a]
- KBS Kids[a]
- KBS Drama[a]
- KBS World – międzynarodowa stacja telewizyjna

### Radio
- KBS Radio 1
- KBS Radio 2
- KBS Radio 3
- KBS 1FM
- KBS 2FM
- KBS Hanminjok radio
- KBS World Radio